# Arginia
Arginia (greacă Αργίνια) este un oraș în Grecia în prefectura Kefalonia.